# 다나카 미치코

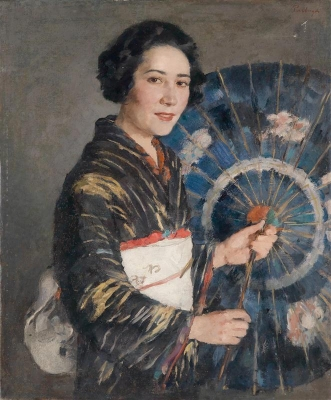

다나카 미치코(Michiko Tanaka, 1909년 7월 15일 ~ 1988년 5월 18일)는 일본의 가수, 연극 배우, 영화배우이다.
간다에서 태어났으며 뮌헨에서 사망하였다.

## 방송
- 이 남자는 인생 최대의 실수입니다
- 후처업
- 도로케이 -경시청 수사 3과-
- 절대영도 ~미연범죄잠입수사~
- 세고 돈